# (11672) Cuney
(11672) Cuney (1998 BC15) – planetoida z grupy pasa głównego asteroid okrążająca Słońce w ciągu 3,56 lat w średniej odległości 2,33 j.a. Odkryta 24 stycznia 1998 roku.